# Boris Grigorjew
Boris Dmitrijewicz Grigorjew (ros. Борис Дмитриевич Григорьев) (ur. 29 czerwca?/11 lipca 1886 w Moskwie, zm. 7 lutego 1939 w Cagnes-sur-Mer) – malarz rosyjski.
Urodził się w rodzinie dyrektora banku. W latach 1903–1907 studiował malarstwo w Szkole Rysunkowej Stroganowa u Dmitrija Szczerbinowskiego i Abrama Archipowa, następnie jako wolny słuchacz w petersburskiej Akademii Sztuk Pięknych u Aleksandra Kisielowa i Dmitrija Kardowskiego.
W latach 1909–1913 podróżował po Europie zachodniej, odwiedził Francję, Austrię i kraje skandynawskie.
W latach 1913–1918 był członkiem grupy artystycznej Mir Iskusstwa.
W roku 1918 był wykładowcą Szkoły im. Stroganowa.
W roku 1919 wraz z rodziną przekradł się łódką przez granicę w Zatoce Fińskiej, zamieszkał w Berlinie, w roku 1921 w Paryżu. Odwiedzał USA, a w latach 1928–1929 i 1936 podróżował po Ameryce Łacińskiej.
Jego twórczość przyniosła mu uznanie, obrazy znalazły się zarówno w galeriach sztuki, jak i w prywatnych zbiorach.
W roku 1927 zamieszkał wraz z rodziną w Cagnes-sur-Mer w pobliżu Nicei w willi, którą nazwał od imion własnego i żony Borisella.
W latach 1929–1930 stworzył monumentalny obraz Twarze świata zadedykowany Lidze Narodów.
Znaczną część twórczości Grigorjewa zajmuje grafika książkowa. Ilustrował wiele dzieł literatury rosyjskiej, wydał też zbiory dzieł w formie albumów. W malarstwie portretowym nie unikał karykatury. W odróżnieniu od współczesnych mu twórców paryskiej awangardy, Grigorjew unikał jednak deformacji, pozostając w stylistyce art déco.
W roku 2011 odbyła się w Galerii Trietiakowskiej wystawa retrospektywna dzieł artysty.

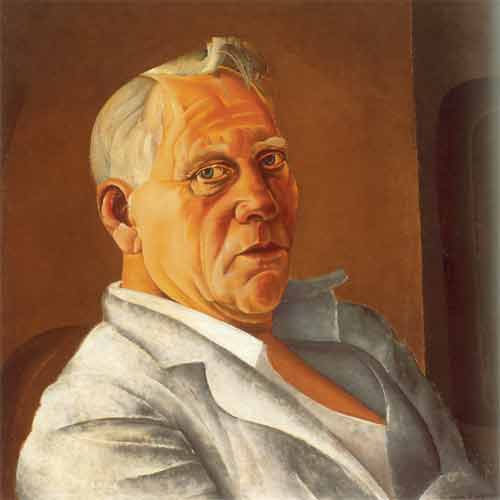
Portret Fiodora Szalapina
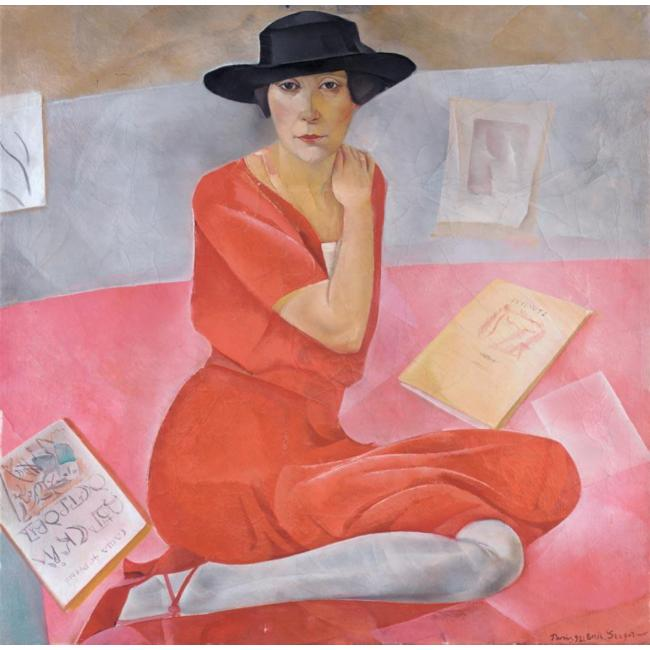
Portret Sałomiei Andronnikowej
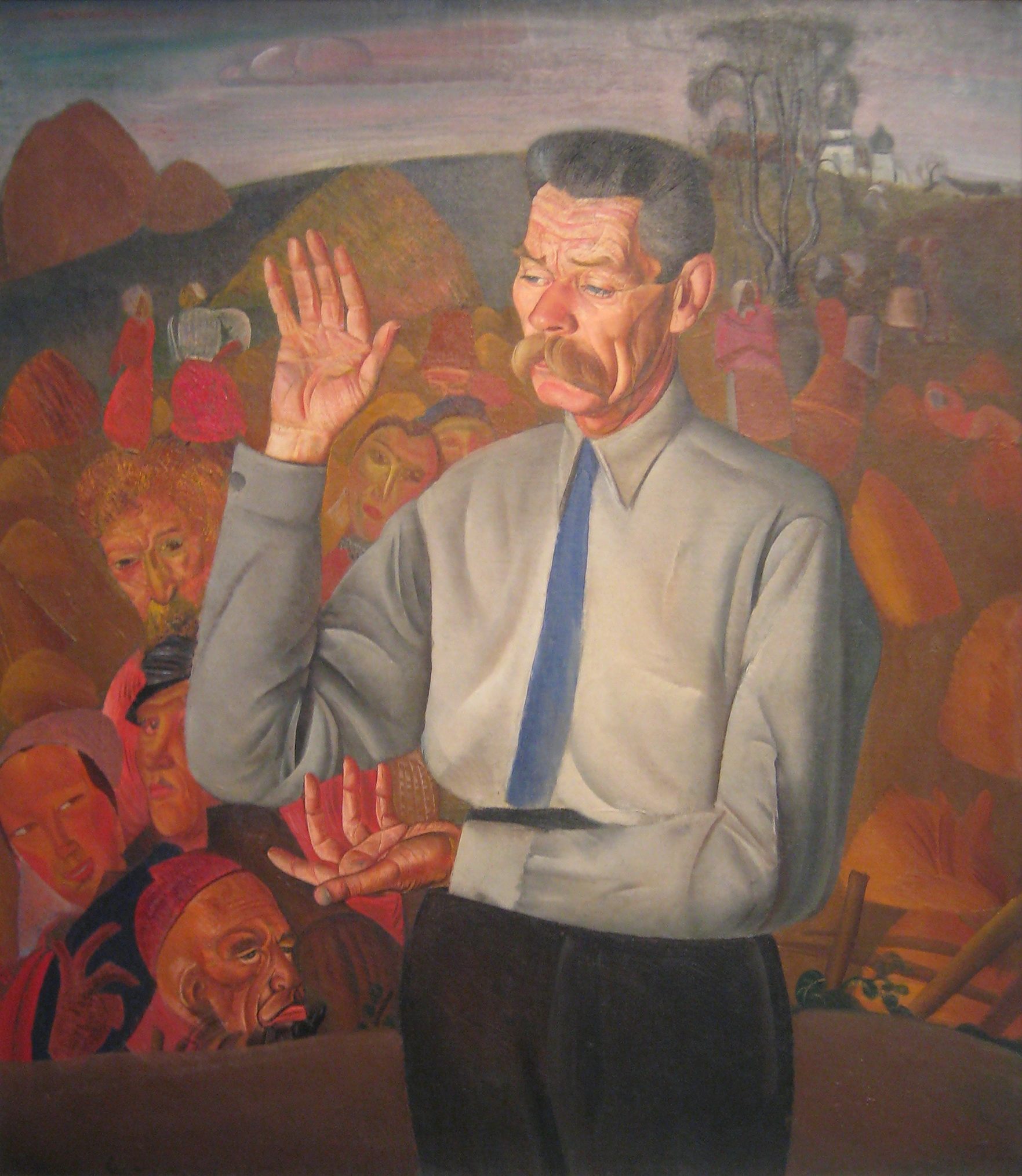
Portret Maksima Gorkiego
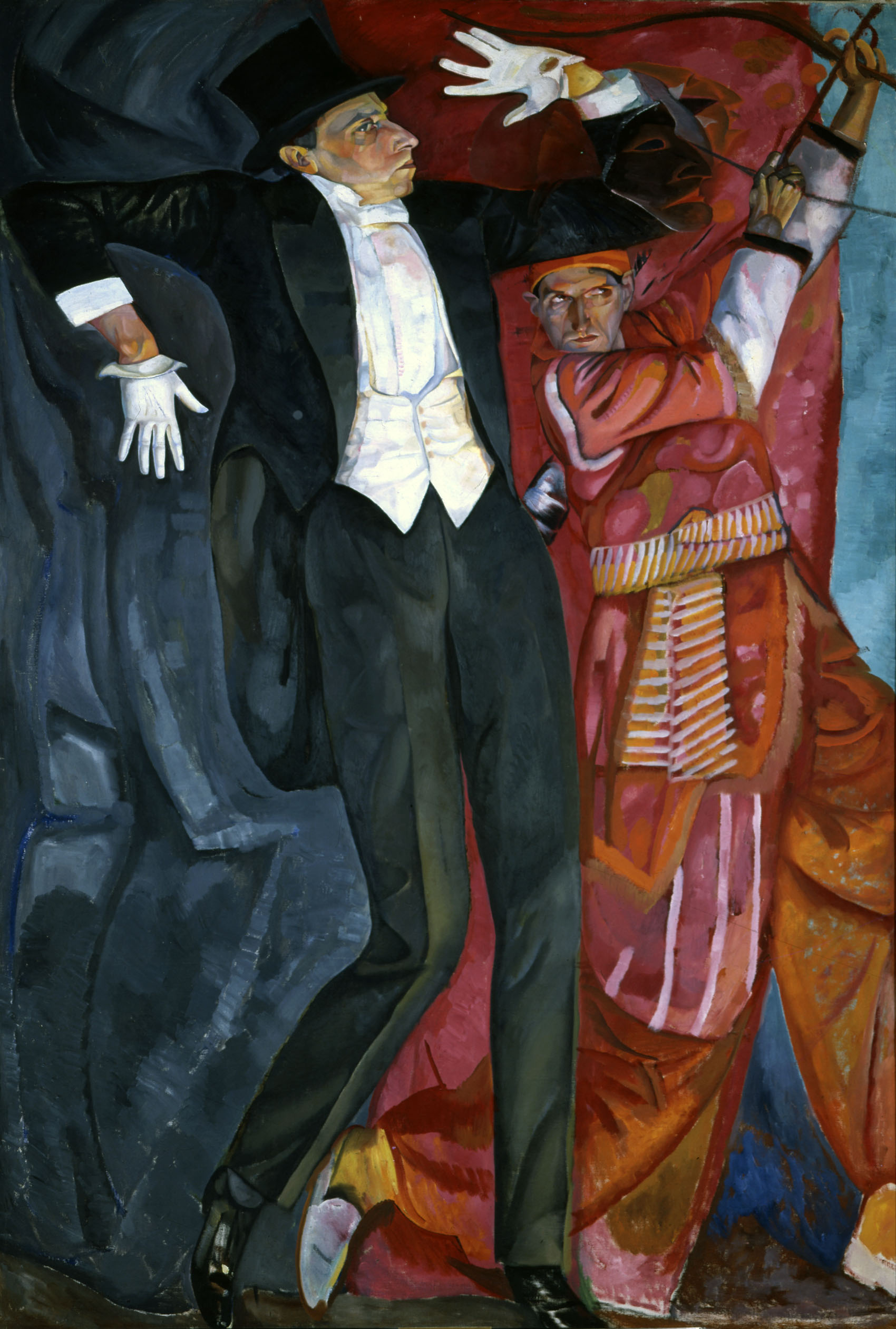
Portret Wsiewołoda Meyerholda (1916)